# Cataglyphis sabulosus
Cataglyphis sabulosus é uma espécie de inseto do gênero Cataglyphis, pertencente à família Formicidae.